# Wakuya
Wakuya (japanska: 涌谷町?, Wakuya-chō)) är en landskommun (köping) i Miyagi prefektur i Japan.  